# Cortège présidentiel de Dallas
Le cortège présidentiel de Dallas est la suite de véhicules transportant le président John Fitzgerald Kennedy son épouse Jacqueline Kennedy, le gouverneur démocrate du Texas John Bowden Connally et son épouse Nellie, des officiels du gouvernement dont le vice-président Lyndon Johnson, du parti démocrate, et les agents du Secret Service, lors de sa visite électorale dans la ville Texane, le 22 novembre 1963 jour de son assassinat.

## Parcours du cortège
Le parcours a été finalisé le 18 novembre 1963.
Plusieurs personnes (l'écrivain Joachim Joesten, dans un livre paru avant la sortie du rapport Warren, ainsi que le procureur Jim Garrison) ont pensé que ce parcours avait été intentionnellement modifié de manière à passer devant le dépôt de livres. Il s'avère que le parcours original passait par Elm Street et n'a jamais été modifié. Le Dallas Morning News du 22 novembre a présenté en première page une carte simplifiée du parcours sur laquelle il semble que le cortège reste sur Main Street. Il s'agit d'une illustration, sachant que le texte de l'article correspondant mentionne bien le passage par Elm Street. La carte fournie par le Dallas Times Herald du 21 novembre 1963 est, elle, parfaitement correcte. Le passage par Elm st., qui a obligé la voiture à ralentir considérablement pour prendre le virage à 150° entre Houston et Elm, était justifié pour rejoindre la Stemmons Freeway vers le Trade Mart (juste après le Triple pass ou pont ferroviaire; en passant par Main, il y avait des haricots qui empêchaient le passage, sauf à réaliser un quasi demi-tour en sens interdit ce qui aurait encore plus ralenti le cortège (mais sans immeuble autour) et aurait obligé à interdire la circulation sur un accès supplémentaire de la ville).

## La Parade depuis l'aéroport
Le trajet depuis l'aéroport était le suivant :
- aéroport de Dallas, Love Field (départ à 11 h 50)
- Mockingbird Lane
- Lemmon Avenue (croise Inwood Road à 12 h 01)
- Turtle Creek Boulevard (12 h 14)
- Cedar Springs Avenue
- Harwood Avenue (croise Ross Avenue à 12 h 20, Live Oak Street à 12 h 22)
- Main Street (croise Lamar Street à 12 h 27, Market Street à 12 h 28)
- Houston Street
- Elm Street (12 h 30)

Le reste du trajet prévu était :
- Stemmons Freeway
- Arrivée au Trade Mart (attendu à 12 h 30)

Le cortège a quitté l'aéroport de Dallas, Love Field à 11 h 50 et a fait route vers le centre-ville à une vitesse d'environ 40-45 km/h. Le président demanda deux fois à son conducteur de s'arrêter (la première fois pour serrer des mains dans la foule, le seconde pour parler avec une religieuse et un groupe d'enfants). Dans le centre-ville, l'agent Clint Hill se plaça à quatre reprises sur un marchepied de la voiture du président. Les agents Ready et Bennett se placèrent plusieurs fois aux côtés de la voiture du président. En ce qui concerne le vice-président, l'agent Yougblood dut intervenir pour retenir la foule. Celle-ci était dense jusqu'à Houston Street mais se fit plus rare lorsque le président s'engagea sur Elm Street, à 12 h 30.
Après les coups de feu, le cortège se fragmenta. La voiture de commandement et la limousine présidentielle prirent le Stemmons Freeway et le Harry Hines Boulevard jusqu'au Parkland Memorial Hospital, situé à environ 6 km, où ils arrivèrent à 12 h 35.
D'autres véhicules arrivèrent quasiment en même temps : Halfback, la voiture du vice-président et Varsity. Le médecin personnel du président, le docteur Burkley arriva entre 3 et 5 minutes après Kennedy, étant dans un premier temps passé par le Trade Mart.

## Détail du cortège

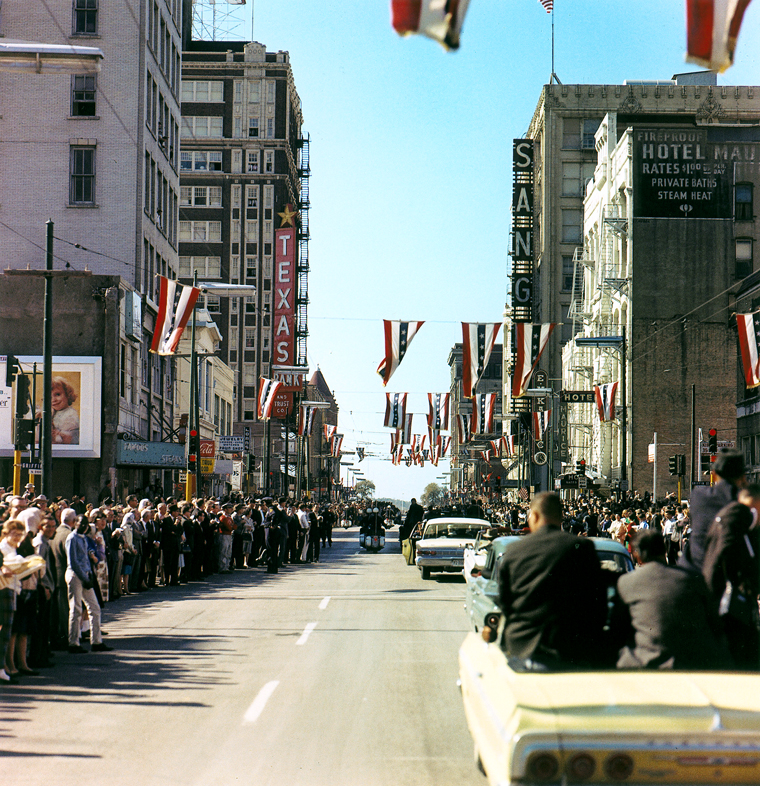
Le cortège présidentiel dans Main Street, vu depuis la deuxième voiture de photographes.

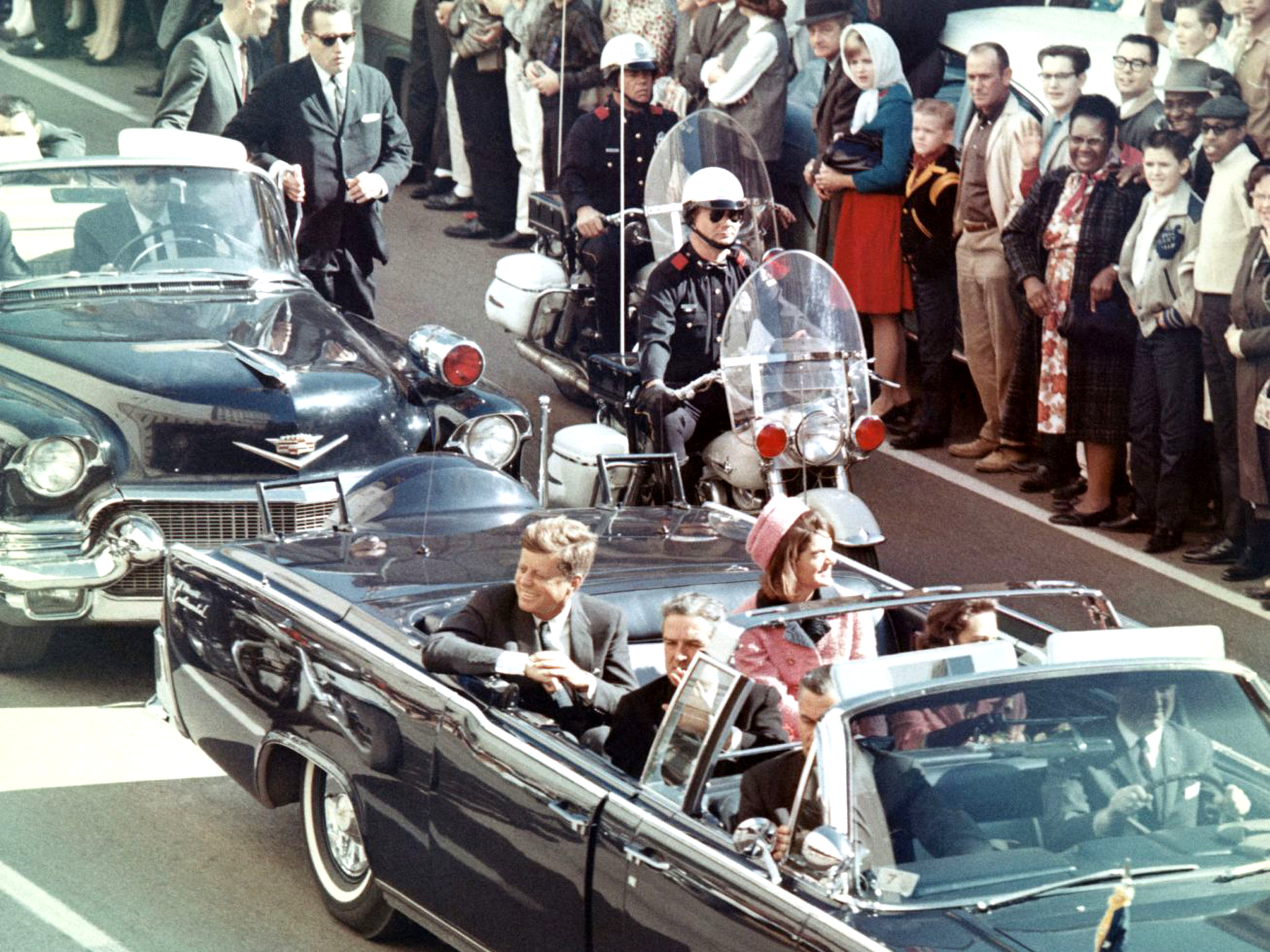
John F. Kennedy saluant la foule depuis sa limousine Lincoln Continental.

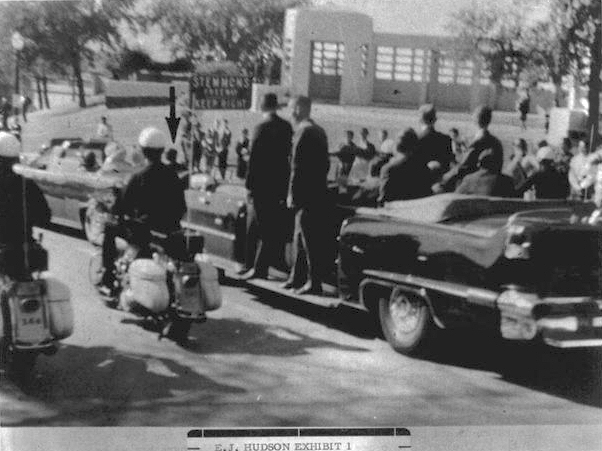
La Cadillac des services secrets qui suit la voiture présidentielle.

Le cortège présidentiel comportait de nombreux véhicules (voitures, motocyclettes et bus de presse). 
Dans l'ordre : 
1. des motards de la police de Dallas
2. la voiture-pilote, une sedan Ford blanche, environ 400 mètres à l'avant du groupe principal de véhicules
  - le chef en second de la police de Dallas, George L. Lumpkin
  - les détectives Billy L. Senkel et F.M. Turner, et Lt. Col. George Whitmeyer, commandant de l'unité de réserve de l'Army Intelligence local[1].
3. trois motards de la police de Dallas, sous le commandement du Sgt. S.Q. Bellah
4. cinq motards de la police
5. la voiture de commandement (lead car), une sedan Ford banalisée de la police, placée à environ 4 ou 5 longueurs de voiture devant la limousine présidentielle :
  - le chef de la police de Dallas, Jesse Curry (conducteur)
  - l'agent du Secret Service Winston Lawson (avant droite)
  - le shérif Bill Decker (arrière gauche)
  - l'agent Forrest Sorrels (arrière droite)[2]
6. le motard Sgt. Stavis « Steve » Ellis[3].
7. la limousine présidentielle (nom de code SS-100-X), plaque d'immatriculation Washington, D.C. GG 300, une Lincoln Continental décapotable de 1961 bleu foncé :
  - l'agent Bill Greer (conducteur)
  - l'agent Roy Kellerman (avant droite)
  - Mme Nellie Connally (milieu gauche)
  - le gouverneur John Connally (milieu droite)
  - Mme Jacqueline Kennedy (arrière gauche)
  - le président Kennedy (arrière droite)
8. quatre motards de la police de Dallas, deux de chaque côté de la limousine présidentielle, au niveau du pare-chocs arrière :
  - Billy Joe Martin et Robert W. « Bobby » Hargis (à gauche)
  - James M. Chaney et Douglas L. Jackson (à droite)[4].
9. Halfback (nom de code), une Cadillac décapotable noire de 1955, connue sous le nom de Queen Mary :
  - l'agent Sam Kinney (conducteur)
  - l'agent Emory Roberts (avant droite)
  - l'agent Clint Hill (marchepied avant gauche)
  - l'agent Bill McIntyre (marchepied arrière gauche)
  - l'agent John D. Ready (marchepied avant droite)
  - l'agent Paul Landis (marchepied arrière droite)
  - l'assistant présidentiel Kenneth O'Donnell (milieu gauche sur un strapontin)
  - l'assistant présidentiel David Powers (milieu droite sur l'autre strapontin)
  - l'agent George Hickey (arrière gauche)
  - l'agent Glen Bennett (arrière droite)[5]
10. la voiture du vice-président, une Lincoln décapotable de 1961 bleu clair :
  - Hurchel Jacks, du Texas Highway Patrol (conducteur)
  - l'agent Rufus Youngblood (avant droite)
  - le sénateur Ralph Yarborough (arrière gauche)
  - Lady Bird Johnson (arrière milieu)
  - le vice-président Lyndon Johnson (arrière droit)[6]
11. Varsity (nom de code), une Ford Mercury jaune de 1963 couverte :
  - Joe H. Rich, du Texas Highway Patrol (conducteur)
  - l'assistant du vice-président, Cliff Carter (milieu avant)
  - l'agent des services secrets Jerry Kivett (avant droite)
  - Warren W. « Woody » Taylor (arrière gauche)
  - Thomas L. « Len » Johns (arrière milieu)[7].
12. la voiture du maire, une Ford Mercury Comet décapotable blanche de 1963 :
  - Texas Highway Patrolman, Milton T. Wright (conducteur)
  - le maire de Dallas, Earle Cabell, et son épouse Elizabeth
  - le membre du congrès Ray Roberts[8]
13. une voiture pour la presse nationale, une Chevrolet Bel Air bleu gris de 1960: 
  - un conducteur
  - le secrétaire assistant de la maison blanche pour la presse, Malcolm Kilduff (avant droite)
  - Merriman Smith, UPI (milieu avant)
  - Jack Bell, AP, Robert Baskin, Dallas Morning News et Bob Clark, ABC News (arrière)
14. la première voiture de photographes, une Chevrolet Impala jaune décapotable de 1964 : un Texas Ranger (conducteur); David Wiegman Jr., NBC; Thomas J. Craven Jr., CBS; Thomas « Ollie » Atkins, photographe de la maison blanche; John Hofan, ingénieur du son pour NBC; Cleveland Ryan, technicien lumières
15. la deuxième voiture de photographes : Frank Cancellare, UPI ; Cecil Stoughton, photographe de la maison blanche ; Henry Burroughs, AP ; Art Rickerby, Life magazine ; Donald C. « Clint » Grant, Dallas Morning News
16. deux motards de la police de Dallas : H.B. McLain et Marion L. Baker
17. la troisième voiture de photographes, une Chevrolet décapotable : conducteur du Texas Department of Public Safety ; le photographe Robert H. Jackson, The Dallas Times Herald ; le photographe Tom Dillard, Dallas Morning News ; Jimmy Darnell, WBAP-TV, Fort Worth ; Mal Couch, WFAA-TV/ABC[9] ; James R. Underwood, KRLD-TV[10].
18. la première voiture de membres du congrès
19. la deuxième voiture de membres du congrès
20. la troisième voiture de membres du congrès
21. la voiture du personnel VIP, transportant un assistant du gouverneur et les assistants militaires du président
22. deux motards de la police de Dallas : J.W. Courson et C.A. Haygood
23. le premier bus de presse de la maison blanche : Mary Barelli Gallagher, secrétaire personnelle de Jacqueline Kennedy ; Pamela Turnure, secrétaire de presse de Jacqueline Kennedy ; Marie Fehmer Chiarodo,secrétaire du vice-président ; Liz Carpenter, directeur de cabinet de Lady Bird Johnson; Jack Valenti, chargé des relations avec la presse pendant la visite au Texas; Robert MacNeil, NBC News ; et plusieurs autres[11].
24. une voiture de la presse locale : 4 reporters du Dallas Morning News
25. le deuxième bus de presse de la maison blanche
26. deux motards de la police de Dallas : R. Smart et B.J. Dale
27. une sedan Chevrolet : Evelyn Lincoln, secrétaire personnel du président ; Dr. George Burkley, médecin personnel du président
28. une Ford noire de 1957 : deux représentants de Western Union
29. une Chevrolet Impala blanche de 1964 : l'officier Art Bales, du Signal Corps ; le Warrant officer Ira Gearhart
30. une chevrolet Impala de 1964
31. le troisième bus de presse de la maison blanche : membres du parti démocrate
32. une voiture de police Ford noir et blanche de 1963
33. un motard (motocyclette à 3 roues) de la police de Dallas

## Communications radio
Une station radio fixe dans Dallas faisait fonctionner un réseau radio privatif (sur la fréquence « Charlie ») permettant aux stations suivantes de rester en contact constant :
- la voiture de commandement
- la voiture présidentielle
- Halfback
- la voiture de communications de la maison blanche
- le Trade Mart
- l'aéroport de Dallas, Love Field
- Air Force One
- Air Force Two

Par ailleurs, un réseau radio sur une fréquence séparée (Baker) maintenait en contact :
- la voiture du Vice-Président
- Varsity

Après les coups de feu, ces véhicules ont abandonné la fréquence Baker pour rejoindre le réseau Charlie.